# Christiane Kubrick
Christiane Susanne Harlan (Brunswick, Baja Sajonia, 10 de mayo de 1932) es una actriz, bailarina, pintora y cantante de origen alemán. Nació en el seno de una familia vinculada al teatro, su abuelo fue el dramaturgo Walter Harlan y su tío el director Veit Harlan. Fue la esposa del cineasta Stanley Kubrick desde 1958 hasta 1999 (fecha en la que Kubrick murió).

## Biografía
Christiane Susanne Harlan nació en Brunswick, Baja Sajonia, el 10 de mayo de 1932. Sus padres fueron los cantantes de ópera Fritz Moritz Harlan y su esposa Ingeborg de Freitas. Se formó como actriz pero finalmente fue reconocida por su labor como artista. Su prematuro éxito como actriz le permitió formar parte de la película Paths of Glory de Stanley Kubrick, figurando en los créditos como Susanne Christian.
En la escena final de la película, el personaje interpretado por Christiane era obligado a cantar en un taberna llena de soldados franceses. La canción interpretada (Ein treuer Husar) conmueve a los soldados, quienes empiezan a cantar junto a ella.
Christiane y Kubrick se casan en 1958, poco tiempo después de que la película fuera finalizada. El matrimonio duró hasta 1999, año del fallecimiento de Kubrick. Tuvieron dos hijas, Anya (quien murió de cáncer en 2009) y Vivian.
La familia Kubrick se mudó a Inglaterra a principios de la década de 1960, donde Christiane continuó su trabajo como pintora. Sus trabajos aparecieron en dos películas de Kubrick: A Clockwork Orange y Eyes Wide Shut.
Su hermano Jan Harlan fue el productor ejecutivo de todas las películas de Kubrick desde Barry Lyndon en adelante, así como el director del documental Stanley Kubrick: A Life In Pictures.
Christiane sigue viviendo en Inglaterra. Actualmente brinda cursos sobre pintura junto a su hija Katharina en su casa, ubicada en Hertfordshire.